# Dracon
Dracon (/[invalid input: 'icon']ˈdreɪkoʊ/; tiếng Hy Lạp: Δράκων, Drakōn) (? - ?) là nhà lập pháp Hy Lạp cổ đại đầu tiên của thành bang Athena, sống vào thế kỷ thứ 7 TCN. Ông là người đã thay thế toàn bộ hệ thống luật pháp truyền miệng lâu đời bằng một thứ luật pháp thành văn cực kỳ hà khắc được một quan tòa duy nhất thực thi. Từ những việc Dracon làm, sau này tiếng Anh có thêm từ "draconian" để chỉ sự tàn bạo được sử dụng nhằm mô tả những đạo luật hà khắc.

## Tiểu sử
Trong suốt kỳ Thế vận hội Hy Lạp cổ đại lần thứ 39, vào năm 621 TCN, nhà lập pháp Dracon đã cho ban hành một bộ luật hợp pháp thành văn đầu tiên tại thành bang Athena. Những nguồn tài liệu cổ xưa lẫn hiện nay đều không biết rõ chi tiết về cuộc đời của ông. Có giả thuyết nêu rằng ông thuộc về giới quý tộc Hy Lạp ở deme (thành phố nhỏ ở Attica vào thời Hy Lạp cổ đại) với tên gọi là Eupatridae. Bộ thư tịch cổ Suda có ghi chép về ông vào thế kỷ 10, trước thời đại của Bảy nhà hiền triết Hy Lạp. Nó cũng có liên quan đến câu chuyện dân gian về cái chết của ông tại nhà hát Aegina. Trong buổi phê chuẩn chính thức một buổi biểu diễn theo truyền thống Hy Lạp cổ đại, những người ủng hộ ông đã "ném khá nhiều mũ, áo và áo choàng trên đầu Dracon khiến ông ta chết ngạt, và được chôn cất tại đó cùng một nhà hát". Aristotle còn ghi rõ Dracon đã trình bộ luật hợp pháp mới này trước các quan chấp chính của Aristaechmus (Ἀρισταίχμος) vào năm 621 TCN.

## Đạo luật hà khắc
Bộ luật (θεσμοί - thesmi) mà ông ban hành chính là bộ luật thành văn đầu tiên của Athena. Vì không có ai biết rõ sự tồn tài của bộ luật mới này, nên chúng được dán lên một cái bảng gỗ (άξονες - axones), tự xoay quanh trục để mọi người có thể đọc được bất kỳ mặt nào, chúng được lưu giữ suốt khoảng hơn hai thế kỷ, trên một tấm bia đá hình chóp (κύρβεις - kirvis). 
Hiến pháp này có vài điểm mới như sau:
- Thay thế cho luật pháp bằng miệng được biết đến với việc tự ý áp dụng và giải thích tất cả các đạo luật được viết ra do đó làm cho mọi công dân biết đọc biết viết có thể kháng cáo những bất công của họ lên Areopagus (Hội đồng Hy Lạp).

[...] Đạo luật do Dracon ban hành, khi những quy tắc của nó được soạn thảo. (Aristotle: Hiến pháp Athena, Phần 5, Tiết 41)
- Luật còn phân biệt giữa tội giết người và vô ý giết người.

Tuy nhiên bộ luật này đặc biệt cực kỳ khắc nghiệt. Ví dụ như con nợ nào có địa vị thấp hơn so với chủ nợ thì bị buộc làm nô lệ, hình phạt tỏ ra khoan dung hơn đối với những khoản nợ của một thành viên thuộc tầng lớp thấp hơn. Ngoài ra nó còn dành án tử hình cho cả những tội nhỏ nhất tới mức người ta nói rằng luật pháp của Dracon được viết bằng máu chứ không phải mực. Liên quan đến việc tự do sử dụng án tử hình trong luật pháp của Dracon, Plutarchus ghi lại rằng:
Khi có người hỏi vì sao lại ban hành những đạo luật hà khắc như vậy, Dracon trả lời: Chúng ta cần án tử hình để ngăn chặn những tội ác nhỏ, còn những tội lớn hơn thì ta chưa nghĩ ra hình phạt nào nặng hơn thế..
Về sau nhà lập pháp Solon đã cho hủy bỏ luật pháp của Dracon, chỉ giữ nguyên án tử hình đối với tội giết người.